# シンガポール航空321便乱高下事故

地図

シンガポール航空321便乱高下事故（シンガポールこうくう321びんらんこうげじこ、Singapore Airlines Flight 321）は、2024年5月21日にヒースロー空港発チャンギ国際空港行のシンガポール航空321便がミャンマー沖のベンガル湾上空を飛行中に晴天乱気流に遭遇して乱高下した航空事故である。
ボーイング777-300（及び777−300ER）シリーズによる世界初の乗客死亡事故となった。

## 事故の経緯
当該機はシンガポール航空が運用するロンドン・ヒースロー空港発シンガポール・チャンギ国際空港行きのボーイング777-300（ER）（登録記号：9V-SWM、スターアライアンス特別塗装機）。
巡航中にミャンマー沖のベンガル湾上空で晴天乱気流に遭遇した。この時、機体高度が約11000メートルからおよそ3分間で約9400メートルまで降下した後、タイのスワンナプーム空港に緊急着陸した。この事故で乗客1人が死亡、104人が負傷し、うち28人が脳と頭蓋骨の損傷や脊椎損傷を負った。
シンガポール航空にとっては2000年の006便離陸失敗事故に次ぐ創業以来2度目の死亡事故となった。

## 事故調査
シンガポールの運輸安全調査局（TSIB）が調査官をバンコクに派遣し、調査を開始した。ボーイング機による事故のため、アメリカの国家運輸安全委員会（NTSB）が調査を支援するため職員を派遣した。